# Linha Aigle-Ollon-Monthey-Champéry
A Linha Aigle-Ollon-Monthey-Champéry (AOMC) é uma linha de  caminho de ferro de 23 km, a via única, de bitola métrica que circula no cantão de  Vaud  entre Aigle e Champéry.
A AOMC é uma das linhas dos Transportes públicos do Chablais (TPC) que além desta possui:
- Linha Aigle-Leysin (AL)
- Linha Aigle-Ollon-Monthey-Champéry (AOMC)
- Linha Aigle-Sépey-Diablerets (ASD)
- Linha Bex-Villars-Bretaye (BVB)

Os Transportes públicos do Chablais (TPC) são uma empresa ferroviária do cantão de Vaud que foi criada em 1999 com a fusão de quatro companhias de caminho de ferro a bitola métrica na região do Chablais Vaudois, Além do caminho de ferro esta empresa também possui uma rede de autocarros.

## História

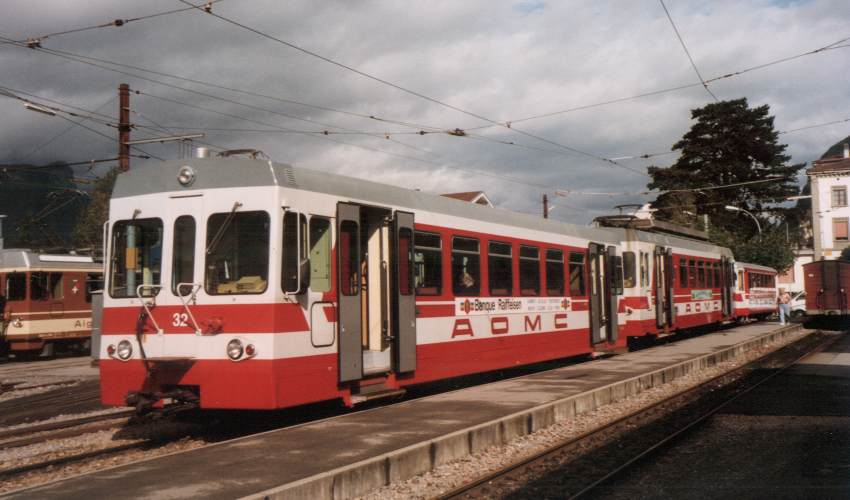
À partida de Aigle

Os anos 1890 marcam um verdadeiro frenesim do caminho de ferro e Aigle é o fulcro de diferentes projectos. Em 1897 é feito o pedido de uma concepção de ferrovia entre Aigle-Ollon-Villars, assim como para Bex-Gryon-Villars. Mas enquanto os trabalhos de Bex começam de seguida, o de Aigle não começa pois as discussões sobre o traçado eternizam-se até que em 1900 se opta por Aigle a Monthey via Ollon, a AOM.
Os habitantes de Val de Illiez tendo conhecimento do que se passa com a AOM fazem também um pedido para uma linha, sem cremalheira,  Monthey-Champéry (MA), e com um desvio em Illiez para Morgins. Este desvio que nunca foi concretizado, porque os cálculos de rentabilidade não eram bons e porque a Primeira Guerra Mundial tudo fez parar.
Em Janeiro de 1946 a AOM e a MA fusionam para formar a AOMC. Enquanto em 1907 eram precisos entre 40 e 45 min para ir de Aile a Monthey, a compra de novo material em 1954 diminui o tempo de metade, e na mesma altura Monthey-Champéry passa também de 69 a 35 min.

## Datas
- 1857 : chegada a Aigle da linha Lausana-Simplon
- 1907 : abertura da  linha Aigle-Monthey pelo caminho de ferro Aigle–Ollon–Monthey (AOM)
- 1908 : abertura da  linha  Monthey-Champéry pelo caminho de ferro Monthey–Champéry–Morgins (MCM)
- 1946 : fusão das duas companhias AOM e MCM que formam a actual AOMC
- 1991 : prolongação até a Oeste de Champéry, à partida do teleférico
- 1999 : regroupamento da ASD, da AL, da BVB e da  OMC para formar os  TPC

## Características
- Comprimento; 23 km
- Bitola; métrica
- Declive máx; 65 ‰
  - Aigle, 415 m
  - Champéry, 1 055 m
- Cremalheira;
  - Percurso 3,6 Km
  - Sistema Strub
- Linha de via única

## Imagens
Imagens da construção das linhas, na referência, TPC: Historique.